# Willibalt Apelt
Hans Willibalt Apelt (* 18. Oktober 1877 in Löbau als Hans Willibald Apelt; † 16. Juni 1965 in Gräfelfing bei München) war ein deutscher ordentlicher Universitätsprofessor, Staatsrechtslehrer und Politiker (DDP). Er war von 1927 bis 1929 sächsischer Staatsminister des Innern.

## Leben
Apelt war Sohn des Juristen Karl Alexander Apelt (Ministerialdirektor, Geheimer Rat, Dr. jur.) und der Antonie Apelt, geborene Heyer. Der Professor der Philosophie an der Universität Jena Ernst Friedrich Apelt war sein Großvater. Apelt trat nach dem Studium der Rechtswissenschaften in den sächsischen Verwaltungsdienst ein und war von 1915 bis 1918 Regierungsrat in der Amtshauptmannschaft Leipzig und Privatdozent an der Universität Leipzig. 1918 begründete er die Deutsche Demokratische Partei (DDP) in Sachsen mit und arbeitete 1918/19 als Mitarbeiter von Hugo Preuß im Reichsamt des Innern. 1919 übernahm Apelt als Ministerialdirektor das Hochschulreferat im Sächsischen Ministerium für Kultus und öffentlichen Unterricht. 1920 wurde er als ordentlicher Professor für Öffentliches Recht an die Universität Leipzig berufen. 1925 wurde Apelt ordentlicher Honorarprofessor an der Universität Leipzig. Nach dem Ausscheiden aus dem Amt des sächsischen Innenministers (s. u.) kehrte er 1929 auf seinen Lehrstuhl zurück.
Im Mai 1933 wurde Apelt wegen seines Engagements für die Demokratie und die Weimarer Republik von den Nationalsozialisten emeritiert. Dies geschah unter anderem auf das Betreiben des gerade eingestellten nationalsozialistischen Hochschulreferenten im sächsischen Volksbildungsministerium Heinrich Lange. Nach dem Ende des Nationalsozialismus wurde die Emeritierung zurückgenommen. Von 1946 bis 1952 lehrte Apelt als ordentlicher Professor für Staatsrecht, Staatslehre und Verwaltungsrecht an der Universität München. Zu seinen Schülern gehörte der Staatsrechtsprofessor Günter Dürig.
Aus der Ehe mit seiner Frau Christa (geb. Schnorr von Carolsfeldt) gingen die Söhne Friedrich Apelt und Heinrich Apelt hervor, die beide promovierte Juristen waren und im Zweiten Weltkrieg als Soldaten fielen. Ihnen ist Apelts Werk Geschichte der Weimarer Verfassung (1946) gewidmet.
Apelts Lieblingsbeschäftigungen waren Musik und Gesang.

## Öffentliche Ämter
Von 1927 bis 1929 war Apelt Sächsischer Staatsminister des Innern.

## Leistungen
Apelt arbeitete an der Formulierung der Weimarer Verfassung und später als sächsischer Innenminister an der Reichsreform mit. Er lieferte wichtige Beiträge zur Neugestaltung des Verfassungsrechts; u. a. veröffentlichte er Betrachtungen zum Bonner Grundgesetz.

## Schriften
- Jurist im Wandel der Staatsformen. Lebenserinnerungen. Mohr, Tübingen 1965.
- Zum Begriff Föderalismus. In: Um Recht und Gerechtigkeit. Festgabe für Erich Kaufmann zu seinem 70. Geburtstage, 21. September 1950. Kohlhammer, Stuttgart 1950.
- Die Gesetzgebungstechnik. Referat und Diskussionsbeiträge der Arbeitstagung der Hochschule für Politische Wissenschaften mit Abgeordneten des Bundestages und Bayerischen Landtages am 23.8.1950. Isar-Verlag, München 1950.
- Hegelscher Machtstaat oder Kantsches Weltbürgertum. Vortrag, gehalten an der Universität München im November 1947. Leibniz, München 1948.
- Geschichte der Weimarer Verfassung. Biederstein, München 1946.
- Der Instanzenzug der Verwaltung in Reich und Ländern. Referat über „Angleichung von Organisation und Verfahren in der Verwaltung von Reich und Ländern“. Teubner, Leipzig 1929.
- Vom Bundesstaat zum Regionalstaat. Betrachtungen zum Gesetzentwurf über den endgültigen Reichswirtschaftsrat. Hobbing, Berlin 1927.
- Der verwaltungsrechtliche Vertrag. Felix Meiner Verlag, Leipzig 1920.
- Grundzüge des sächsischen Baurechts. Roßberg, Leipzig 1914.